# آران‌ال‌بی بی-۵۳۶
آران‌ال‌بی بی-۵۳۶ (به انگلیسی: RNLB B-536) یک کشتی است که طول آن ۷٫۲۱ متر (۲۳٫۷ فوت) می‌باشد.